# Ainaži
Ainaži (lettisk udtale: [aiːnaʒi]  ( hør); livisk: Āinast; estisk: Heinaste) er en mindre by i landsdelen Vidzeme i det nordlige Letland. Byen har 644 (2024) indbyggere og ligger i Limbaži  kommune.
Ainaži er en havneby og ligger ud til Rigabugten. Byen er beliggende tæt på grænsen til Estland og er oprindelig en gammel livisk fiskerby. Den fik byrettigheder i 1626. Før Letlands selvstændighed i 1918 var byen også kendt under sit tyske navn Haynasch.